# Ernesto Sestan
Ernesto Sestan (Trento, 2 novembre 1898 – Firenze, 19 gennaio 1986) è stato uno storico italiano.

## Biografia
Nato a Trento in una famiglia istriana, originaria di Albona, crebbe fra Trentino e Istria. I suoi genitori erano Corrado Sestan (semplice impiegato al catasto comunale di Albona) e Carolina Calioni (che proveniva da una ricca famiglia borghese); nel gennaio 1898 Corrado Sestan fu trasferito a Trento (dove la famiglia lo seguì e dove nacque Ernesto Sestan) ma negli anni successivi egli mantenne stretti contatti col suo paese d'origine. 
Dopo che l'Italia entrò nella prima guerra mondiale nel maggio 1915, la sua famiglia fu costretta a trasferirsi a Innsbruck e sua madre morì nel luglio 1916. Nel 1917 Sestan fu arruolato nell'esercito austroungarico come sottufficiale e combatté sul fronte rumeno in Transilvania. Importanti le memorie che scrisse di questo periodo, ma soprattutto le sue 150 lettere al padre, redatte tra febbraio 1917 e settembre 1918. Nel 1918 terminò il ginnasio a Vienna.
Dopo l'annessione all'Italia, studiò a Firenze, dove fece amicizia con Federico Chabod e dove frequentò il Circolo di cultura dei fratelli Carlo e Nello Rosselli ed Ernesto Rossi. Da Alberto Del Vecchio apprese diritto e storia istituzionale medievale; da Luigi Schiaparelli studiò paleografia e diplomatica; con Gaetano Salvemini, che divenne il suo maestro, nel 1923 si laureò con una tesi dal titolo Le origini del podestà forestiero nei comuni toscani. L'integrità morale di Gaetano Salvemini lo affascinò, come ricorderà in seguito, più delle sue qualità di storico; per converso, la sua buona conoscenza del tedesco spinse il suo insegnante a incoraggiarlo ad affrontare argomenti di storia germanica. Dal 1924 al 1925 assistette all'arresto e al processo di Salvemini per il giornale Non mollare!: mentre il suo insegnante era in prigione, Sestan lo aiutò a correggere la sua La politica estera dell'Italia dal 1871 al 1915, che conservò fino alla sua pubblicazione nel 1944.
Sestan insegnò dal 1925 al 1926 all'Istituto Magistrale di Pisa, poi a Firenze fino al 1929. Su richiesta del Provveditorato scrisse una breve Storia della scuola primaria in Toscana. Allo stesso tempo, lavorava su recensioni e problemi di traduzione su opere medievali in lingua tedesca presenti nell'Archivio storico italiano. Dal 1926 al 1929 Leonardo, rivista diretta da Luigi Russo, gli offrì una maggiore libertà d'espressione, passando in rassegna numerose opere, ma quasi esclusivamente di storia recente e contemporanea, tra cui gli studi di Francesco Ercole e Chabod su Niccolò Machiavelli. Questo gli valse la stima di Benedetto Croce, oltre a consentirgli di penetrare questioni e metodi di studio sul Medioevo.
Negli anni successivi insegnò in varie scuole. Nel 1929 si trasferì a Roma per collaborare all'Enciclopedia Italiana, sia per la sezione Medievale che per quella Moderna; lì conobbe Gioacchino Volpe. Nel 1930 si spostò a Napoli, dove compose l'articolo Germania (dalla Riforma a Napoleone).
Nel 1931 grazie all'amicizia con Chabod diventò segretario della Reale Accademia d'Italia. Il segretario generale, Gioacchino Volpe, diventato capo del Ministero dell'Educazione nazionale, lo sostenne (con Arturo Marpicati, cancelliere dell'Accademia) e lo difese dagli attacchi di Agostino Nasti, mossi su Critica Fascista. Sestan fu del resto costretto a entrare nel Partito Nazionale Fascista per assicurarsi la sua posizione professionale: fu un passo, come ammise in seguito, che ha inciso in me molto nel profondo e mi ha lasciato e mi lascerà dell'amaro finché vivo.
Fra il 1936 e il 1939 fu provveditore agli studi di Siena. Fu poi direttore della Rivista Storica Italiana guidata da Gioacchino Volpe: lì nacquero legami amichevoli con Walter Maturi, dell'Istituto Storico Italiano per l'età moderna e contemporanea, e con Carlo Morandi. Volpe era formalmente direttore della Rivista, ma Sestan effettivamente ricopriva questa posizione. 
Il dopoguerra, quando Roma fu liberata nel giugno 1944, portò un suo ricollegamento alle origini: a Roma era stato istituito un Comitato Giuliano con lo scopo di informare l'opinione pubblica e il governo dell'imminente annessione della Venezia Giulia da parte della Jugoslavia. Sestan inviò al ministro degli Esteri Alcide De Gasperi un memorandum che, poi, ha costituito la base per Venezia Giulia. Lineamenti di storia etnica e culturale, pubblicato a Roma nel 1947. Nel 1946, nella collana Studi storici per la Costituente, esce il suo volume La Costituente di Francoforte (1848–1849). 
Nel referendum sull'abolizione della monarchia del 2 giugno 1946, Sestan votò per la sua conservazione come simbolo della continuità della nazione dell'Italia liberal-democratica e pre-fascista.
Nel giugno 1948 Sestan sposò Margherita Mercatelli, sua ex studentessa all'Istituto Magistrale di Firenze. 
Nel 1948 diventò professore di storia medioevale e moderna presso l'Università di Cagliari.
Nel 1950 passò alla Scuola Normale Superiore di Pisa, per insegnare filosofia della storia e, poi, metodologia storica. 
Nel 1954, succedendo nella cattedra a Nikolaj Petrovič Ottokar, diventò docente di storia all'Università di Firenze, dove per alcuni anni fu anche direttore del dipartimento di storia e preside della facoltà di lettere. Egli fu un membro corrispondente dell'Accademia dei Lincei dal 1957 e, nel 1975, ne divenne un membro a pieno titolo.
Tra il 1969 e il 1986 fu presidente della Deputazione toscana di storia patria e direttore dell'Archivio storico italiano. Nel 1983 nella sua città natale gli venne affidata la presidenza dei lavori del convegno su "Trento nell'età di Paolo Oss Mazzurana" e il compito di trarne le conclusioni.
Già nel 1973 i suoi studenti avevano redatto una bibliografia del suo lavoro; nel 1980 fu pubblicato il testo in due volumi Studi di storia medievale e moderna per Ernesto Sestan. Nel 1985 Sestan si era ritirato da tutte le funzioni, fino ad allora svolte, per motivi di salute.
Dopo la morte, avvenuta nel 1986, molti suoi saggi comparsi originariamente su riviste o opere collettive furono pubblicati in raccolte curate dagli allievi. Nel 1998, in occasione del centenario della nascita, si è tenuto a Firenze un convegno dedicato alla sua figura.

## Archivio personale
Il suo archivio è stato donato dagli eredi alla Biblioteca della Scuola normale superiore di Pisa. 

## Ricerca storiografica
Sestan iniziò la sua ricerca pubblicando un saggio su Max Weber, apparso nel 1933/1934; nella seconda metà degli anni '30 pubblicò ritratti storici degli elettori di Brandeburgo e dei re prussiani, nonché del principe Eugenio.
Nel 1941 Sestan pubblicava sul quindicinale Popoli, su iniziativa di Chabod e Morandi, testi sui re di Prussia. Incoraggiato da Morandi, scrisse anche sul Primato, la rivista edita da Giuseppe Bottai, in tema di Risorgimento italiano e unità tedesca: resistendo alla parallelizzazione tra la nascita dell'Impero tedesco e dell'Italia unita, Sestan sottolineava che la fondazione dell'Italia era avvenuta per spirito di libertà e indipendenza, mentre quella della Germania si era verificata per spirito di nazionalismo, la cui attuazione era rimasta nelle mani del potere militare della Prussia.
Il fulcro della ricerca di Sestan era la storia della storiografia, ma anche le questioni metodologiche lo preoccupavano. Attraverso il suo lavoro sulla storia dei Comuni italiani, raggiunse come storico fama internazionale. 
I compiti della sua cattedra lo spinsero a rivolgersi sempre più al Medioevo: La città comunale italiana dei secoli XI - XIII nelle sue note caratteristiche rispetto al movimento comunale europeo; Le origini delle signorie cittadine: un problema storico esaurito? (1961). La sua opera medievale gli spianò la strada per entrare a far parte del comitato del Centro italiano di studi sull'alto medioevo nel 1959, probabilmente il più rinomato istituto di storia dell'alto medioevo in Italia. "La sua originalità porta a fare una cosa sola – ma non confusa, perché pur sempre distinta nei suoi motivi dinamici e caratterizzanti – della storia del Comune nella sua piena maturità e della storia delle origini signorili (...). L’originalità di Sestan non è, peraltro, limitata qui solo a questo. Essa sta, infatti, precisamente in tutto il quadro organico e nello stesso tempo sapientemente differenziato che egli dà delle forze, varie da luogo a luogo, eppure storicamente solidali, per cui si determina il passaggio alla Signoria. Sta, ancora, nella felicità con cui sono rappresentate le regole del gioco, per dir così, di questo passaggio: una lezione di scienza politica non voluta, ma molto più efficace di quelle a cui pretendono tante ricerche di dotta ispirazione socio-politica o di political science".
Un altro suo obiettivo era "Nazione" e "Nazionalità": una delle sue opere principali è Stato e nazione nell'alto medioevo, pubblicata nel 1952: l'origine della nazione in Germania, Francia e Italia era argomento che lo aveva sempre interessato, come scrisse in seguito. Calando il tema nella vicenda ottocentesca italiana, notava che "il Risorgimento è accompagnato (...) dalla trasformazione di personaggi ed eventi storici che entrano, come scriveva Sestan, «nella cultura spicciola» che taglia fuori la storiografia ufficiale e attinge invece alla tradizione popolare e alla vulgata della narrativa. Non c’è praticamente parte d’Italia che non rispolveri dall’oblio storie di eroi (alcuni veri, altri presunti, altri ancora quasi sicuramente inventati), in gran parte presi dal grande deposito della storia medievale o protomoderna, da additare a esempio fulgido della ricerca di libertà".
Si occupò anche dell'Impero asburgico; La Firenze di Vieusseux e di Capponi, apparso nel 1986, è poi un'opera sulla Toscana ottocentesca.

## Opere
- L'avanzata turca nel Mediterraneo dopo il 1453 e la reazione europea, Istituto nazionale per le relazioni con l'estero, Roma, 1940.
- Venezia Giulia. Lineamenti di una storia etnica e culturale, Edizioni Italiane, Roma, 1947.
- Europa settecentesca e altri saggi, Ricciardi, Milano-Napoli, 1951.
- Stato e nazione nell'Alto Medioevo. Ricerche sulle origini nazionali in Francia, Italia, Germania, ESI-Edizioni Scientifiche Italiane, Napoli, 1952.
- Italia medievale, ESI-Edizioni Scientifiche Italiane, Napoli, 1966.
- La costituente di Francoforte (1848-49), Istituto storico italiano per l'età moderna e contemporanea, Roma 1986.
- La Firenze di Vieusseux e Capponi, Leo S. Olschki, Firenze, 1986.
- Scritti vari, vol. I, Alto Medioevo, a cura di F. Cardini, Le Lettere, Firenze, 1988.
- Scritti vari, vol. II, Italia comunale e signorile, a cura di M. Berengo, Le Lettere, Firenze, 1989.
- Scritti vari, vol. III, Storiografia dell'Otto e Novecento, a cura di G. Pinto, Le Lettere, Firenze, 1991.
- Memorie di un uomo senza qualità, a cura di G. Cherubini e G. Turi, Le Lettere, Firenze 1997.
- Scritti vari, vol. IV, L'età contemporanea, a cura di R. Vivarelli, Le Lettere, Firenze, 1999.